# Indigofera purpusii
Indigofera purpusii är en ärtväxtart som beskrevs av Townshend Stith Brandegee. Indigofera purpusii ingår i släktet indigosläktet, och familjen ärtväxter. Inga underarter finns listade i Catalogue of Life.